# Bad Tölz
Bad Tölz là một thị xã tại Bayern, Đức, và cũng là trung tâm hành chính của huyện Bad Tölz-Wolfratshausen.
Nơi nghỉ mát này nằm bên sông Isar, ở phía Nam của München, cách đó khoảng 50 km.

## Địa lý
Bad Tölz nằm ở phần giữa thung lũng Isar, 670 m trên mặt nước biển, có diện tích 30,8 km². Những xã lân cận là:
- Ở phía Bắc: Sachsenkam, Dietramszell;
- Ở phía Đông: Greiling, Reichersbeuern, Waakirchen;
- Về phía Nam: Gaißach, Wackersberg, Lenggries;
- Về phía Tây: Bad Heilbrunn.

## Lịch sử

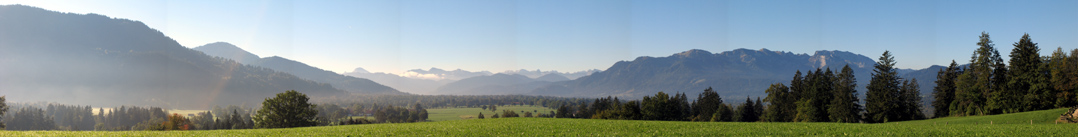
Nhìn từ Gaißach về hướng Nam

Thị trấn Bad Tölz lần đầu tiên được ghi chú trong sổ sách là vào năm 1155, được gọi là Tolnze (theo tên của ông Hainricus de Tolnze). Ban đầu là nơi cư trú của người La mã, sau đó vào thế kỷ thứ 9 người Bajuwaren cũng tới đây cự ngụ ở phía đông dòng sông Isar, nhưng rồi bị người Hungary tàn phá.
Năm 1180 Heinrich von Tollenz, người xuất thân từ Döllnitz ở vùng Oberpfalz cho xây một lâu đài đầu tiên. Năm 1281 một cây cầu đầu tiên được xây qua sông Isar, thời đó nước còn chảy rất mạnh.

Người ta lúc đó dùng những rừng chung quanh để làm thành bè. Lúc đó có khoảng 24 thợ chuyên nghiệp và rất nhiều người học nghề đóng bè tại Tölz.

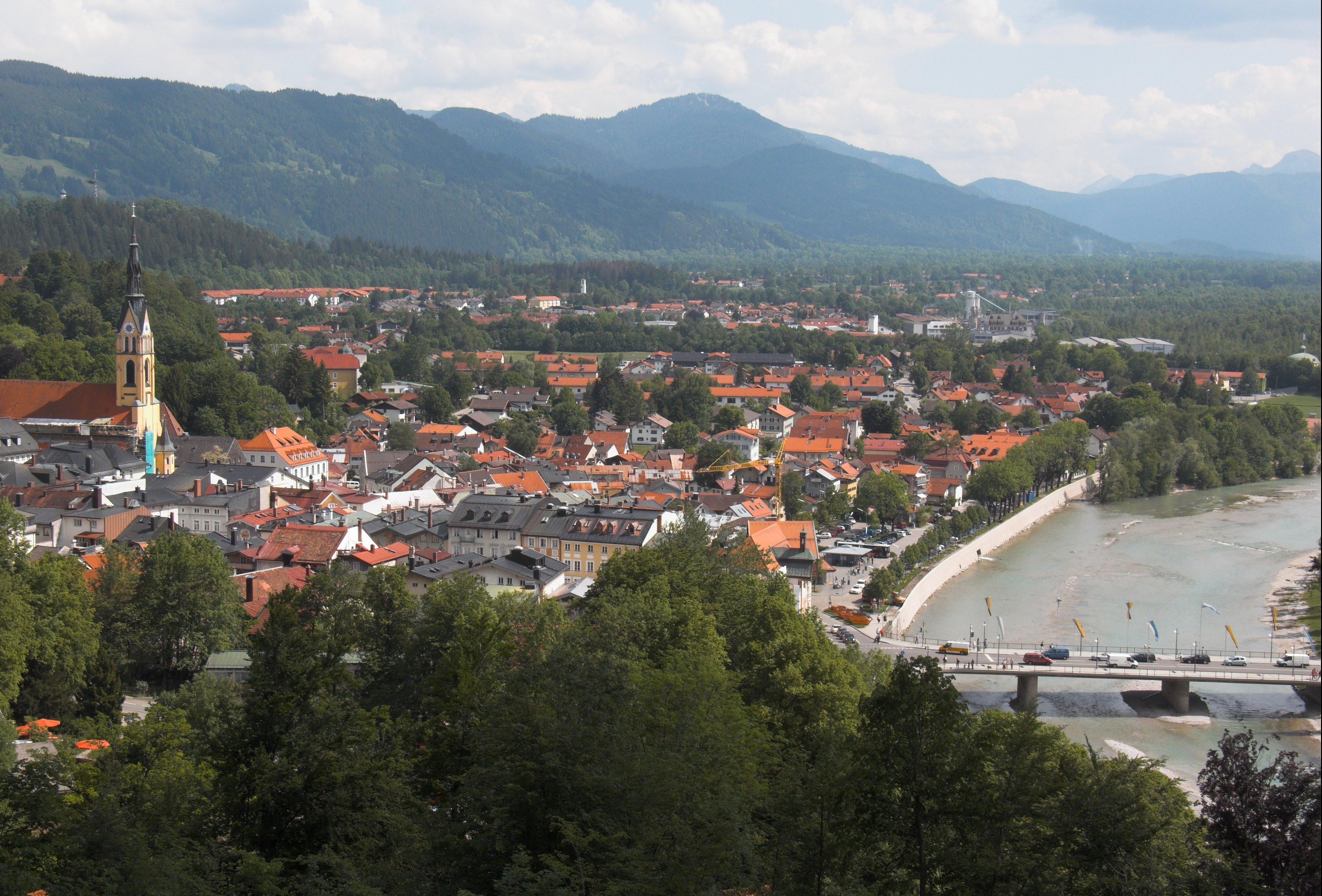
Nhìn xuống Bad Tölz và sông Isar từ đồi Kalvarienberg

Vào năm 1331 Tölz được vua Ludwig IV der Bayer ban cho quyền lập chợ. Nhờ buôn bán muối mà Tölz trở nên giàu có. Trong cuộc Chiến tranh Ba mươi năm vào năm 1632 thành phố bị quân lính Thụy Điển tàn phá. Thời huy hoàng là một thành phố của thợ thuyền và nghề đóng bè chấm dứt từ đó. Sau Chiến tranh Ba mươi năm nhất là vì bệnh dịch hạch thành phố này hầu như không còn người ở nữa.

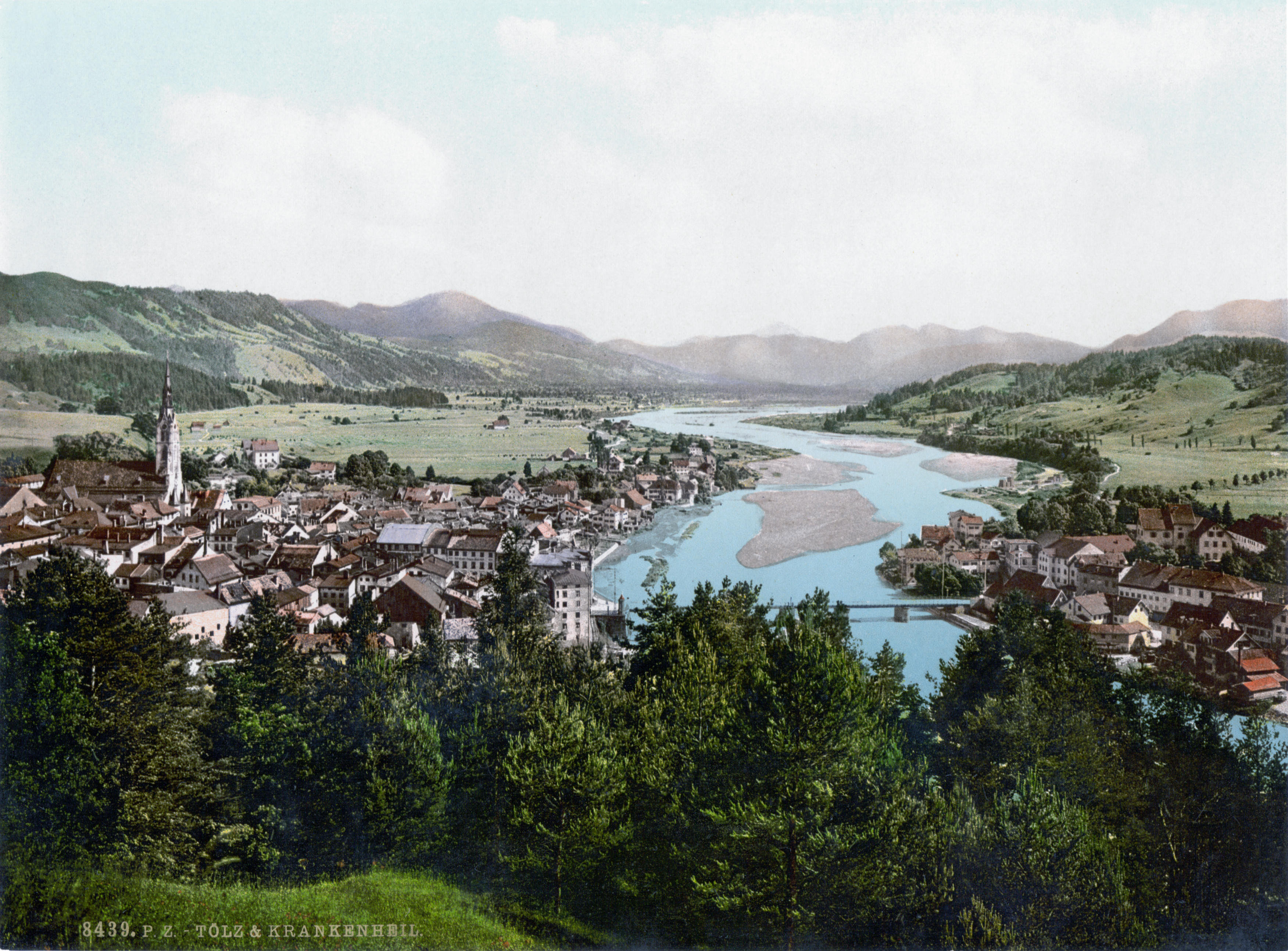
Bad Tölz khoảng 1900

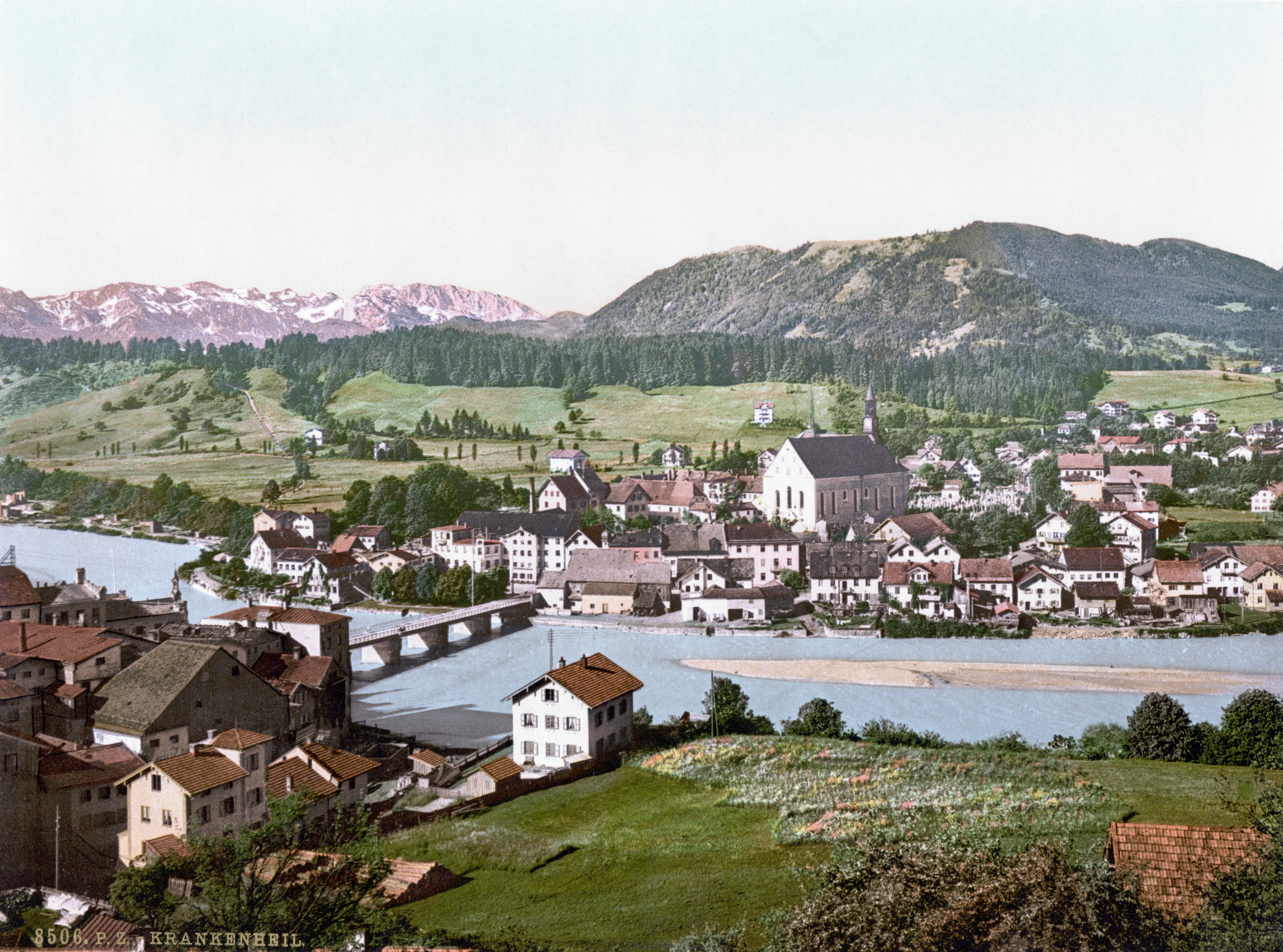
Krankenheil khoảng 1900

Cho tới giữa thế kỷ 17 Tölz có 22 hãng bia, nơi tiêu thụ chính là thành phố München (8.730 thùng bia vào năm 1782). Kể từ năm 1750 các nghề thợ gỗ và đóng bè thịnh vượng trở lại. Nhờ sông Isar và Donau gỗ, bàn ghế và hàng hóa có thể được chở tới München, Wien và Budapest.

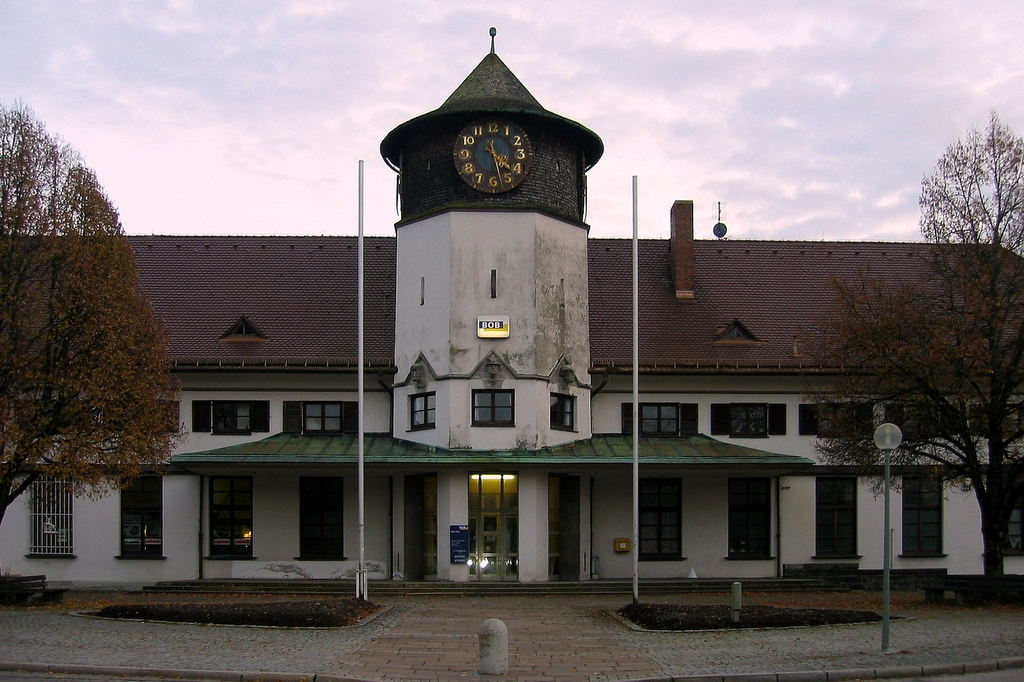
Nhà ga Bad Tölz

1874 có nhà ga xe lửa đầu tiên, tuyến đường ngắn từ Bad Tölz tới Lengries. Vào năm 1846 người ta khám pha ra tại núi Blomberg gần Tölz nguồn nước Iod. Phường Krankenheil của Tölz trở thành nơi chữa bệnh. Vào ngày 20 tháng 6 năm 1899 Tölz được phép đặt tên thành phố mình là Bad Tölz. 
Sau khi nhà máy thủy điện Walchensee được xây vào năm 1924 sông Isar không còn đủ nước để vận chuyển tàu bè. Khi hồ chứa nước Sylvensteinspeicher được xây từ năm 1954cho tới 1959 sông này lại càng ít nước hơn. 
Năm 1928 hội Khúc côn cầu trên băng EC Bad Tölz được thành lập, sau này trở thành hội Khúc côn cầu trên băng truyyefn thống và thành công nhất Bayern Tölz có thêm tên là thành phố Khúc côn cầu trên băng. 1934 sân trượt băng thiên nhiên được xây, nơi vào năm 1952 được sửa lại thành sân vận động trượt băng nhân tạo.

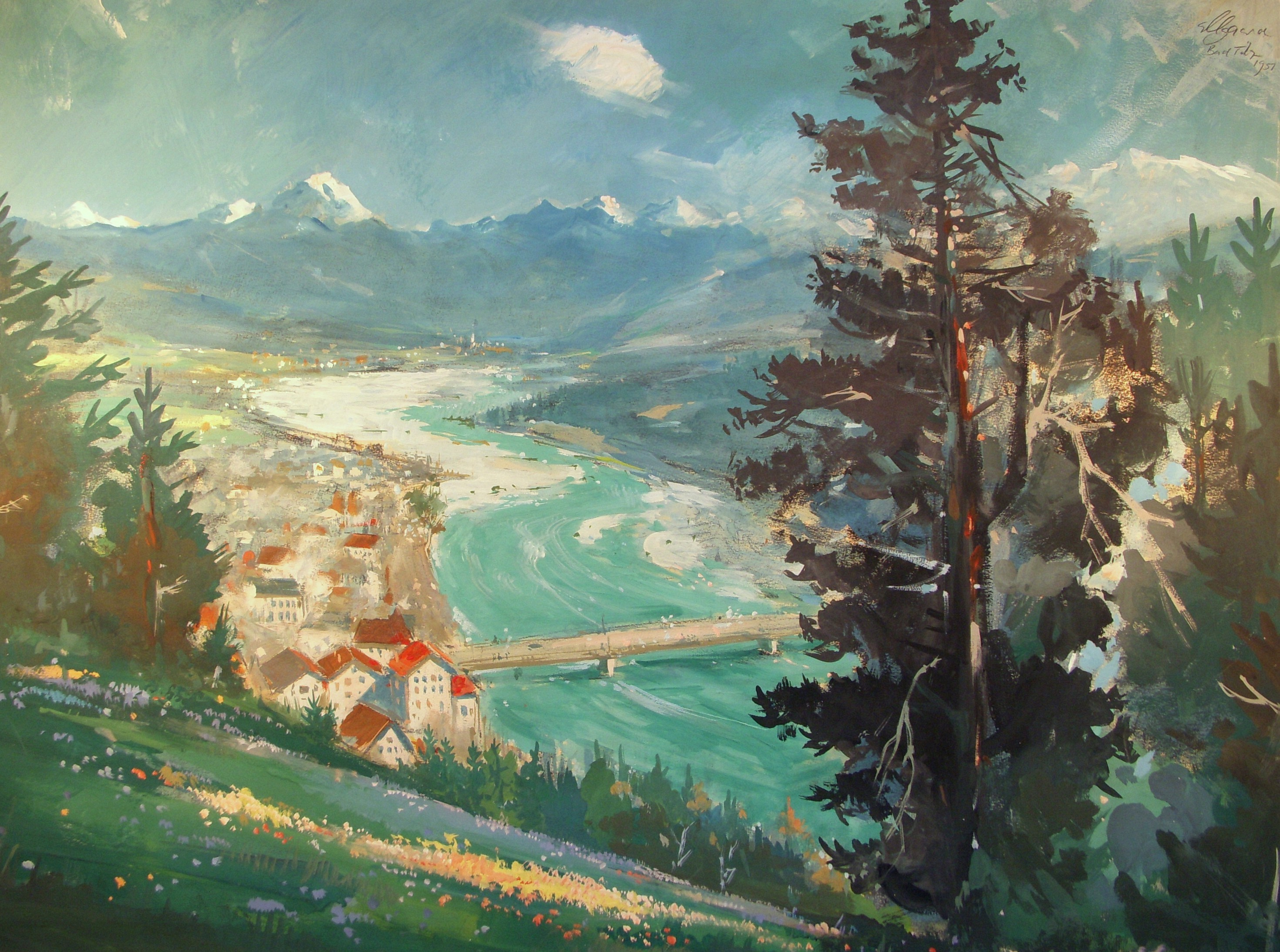
Bad Tölz và sông Isar nhìn từ đồi Kalvarienberg, Helmuth Ellgaard 1951.

Vào năm 1956 wird Ban hợp xướng thiếu niên Tölzer được thành lập. 1969 ngoài việc được công nhận là nơi chữa bệnh với nguồn nước iod trước đây, Bad Tölz còn được công nhận là nơi chữa bệnh nhờ khí hậu tốt (Heilklimatischer Kurort) và năm 2006 công nhận nơi chữa bệnh Mvowsi bồn tăm bùn lầy. Hồ bơi Alpamare được khai mạc vào năm 1972 tại Tölz là hồ bơi giải trí đầu tiên của Âu châu. Nó có nhiều cầu tuột rất dài, hồ có gây sóng, chỗ cho chơi ván lướt sóng và hồ nước iod.

### Khí hậu
Tại Bad Tölz, nhiệt độ trung bình cao nhất là 10 °C (50 °F) và nhiệt độ trung bình thấp nhất là 4 °C (40 °F).
| Dữ liệu khí hậu của Bad Tölz      | Dữ liệu khí hậu của Bad Tölz | Dữ liệu khí hậu của Bad Tölz | Dữ liệu khí hậu của Bad Tölz | Dữ liệu khí hậu của Bad Tölz | Dữ liệu khí hậu của Bad Tölz | Dữ liệu khí hậu của Bad Tölz | Dữ liệu khí hậu của Bad Tölz | Dữ liệu khí hậu của Bad Tölz | Dữ liệu khí hậu của Bad Tölz | Dữ liệu khí hậu của Bad Tölz | Dữ liệu khí hậu của Bad Tölz | Dữ liệu khí hậu của Bad Tölz | Dữ liệu khí hậu của Bad Tölz |
| Tháng                             | 1                            | 2                            | 3                            | 4                            | 5                            | 6                            | 7                            | 8                            | 9                            | 10                           | 11                           | 12                           | Năm                          |
| --------------------------------- | ---------------------------- | ---------------------------- | ---------------------------- | ---------------------------- | ---------------------------- | ---------------------------- | ---------------------------- | ---------------------------- | ---------------------------- | ---------------------------- | ---------------------------- | ---------------------------- | ---------------------------- |
| Trung bình ngày tối đa °C (°F)    | 1 (34)                       | 1 (34)                       | 6 (43)                       | 9 (48)                       | 14 (57)                      | 17 (63)                      | 20 (68)                      | 20 (68)                      | 16 (61)                      | 11 (52)                      | 5 (41)                       | 0.5 (32.9)                   | 10.0 (50.2)                  |
| Trung bình ngày °C (°F)           | −0.8 (30.6)                  | −0.8 (30.6)                  | 3 (37)                       | 5.5 (41.9)                   | 10.5 (50.9)                  | 13.5 (56.3)                  | 16 (61)                      | 16.5 (61.7)                  | 13 (55)                      | 8.5 (47.3)                   | 3 (37)                       | −0.8 (30.6)                  | 7.3 (45.0)                   |
| Tối thiểu trung bình ngày °C (°F) | −3 (27)                      | −3 (27)                      | 0 (32)                       | 2 (36)                       | 7 (45)                       | 10 (50)                      | 12 (54)                      | 13 (55)                      | 10 (50)                      | 6 (43)                       | 1 (34)                       | −2 (28)                      | 4 (40)                       |
| Nguồn: weather.sg.msn.com         |                              |                              |                              |                              |                              |                              |                              |                              |                              |                              |                              |                              |                              |

## Giao thông
Bad Tölz nằm trên tuyến đường xe lửa Bayerische Oberlandbahn từ München tới Lenggries.

## Văn hóa
- Bad Tölz là nơi quay phim của loạt phim TV được ưa chuộng Der Bulle von Tölz.
- Ban hợp xướng thiếu niên Tölzer nổi tiếng thế giới.
- Bad Tölz có đội hockey club EC Bad Tölz (cũng được biết tới như những con sư tử Tölzer)